# Bill Ranford
William Edward Ranford (* 14. prosince 1966) je kanadský hokejový trenér a bývalý profesionální hokejový brankář. Vystudoval střední školu New Westminster v roce 1985. Byl vybrán ve třetím kole draftu NHL 1985, 52. celkově, týmem Boston Bruins. V průběhu patnácti sezón NHL, Ranford hrál za Boston, Edmonton Oilers, Washington Capitals, Tampa Bay Lightning, a Detroit Red Wings, vyhrál dva Stanley Cupy, Kanadský pohár, a v roce 1994 mistrovství světa v ledním hokeji.

## Ocenění a úspěchy
- 1990 NHL - Conn Smythe Trophy
- 1991 NHL - All-Star Game
- 1992 KP - All-Star Tým
- 1992 KP - Nejužitečnější hráč
- 1994 MS - All-Star Tým
- 1994 MS - Nejlepší brankář

## Prvenství
- Debut v NHL - 29. března 1986 (Boston Bruins proti Buffalo Sabres)
- První inkasovaný gól v NHL - 29. března 1986 (Boston Bruins proti Buffalo Sabres, kanadským útočníkem Gilles Hamel)
- První vychytaná nula v NHL - 26. října 1986 (Calgary Flames proti Boston Bruins)

## Statistiky

### Základní části
| Sezona       | Tým                    | Liga         | Z   | V   | P   | R  | MIN    | OG   | ČK | POG  | %ChS |
| ------------ | ---------------------- | ------------ | --- | --- | --- | -- | ------ | ---- | -- | ---- | ---- |
| 1983–84      | New Westminster Bruins | WHL          | 27  | 10  | 14  | 0  | 1450   | 130  | 0  | 5.38 | .876 |
| 1984–85      | New Westminster Bruins | WHL          | 38  | 19  | 17  | 0  | 2034   | 142  | 0  | 4.19 | —    |
| 1985–86      | New Westminster Bruins | WHL          | 53  | 17  | 29  | 1  | 2791   | 225  | 1  | 4.84 | —    |
| 1985–86      | Boston Bruins          | NHL          | 4   | 3   | 1   | 0  | 240    | 10   | 0  | 2.50 | .906 |
| 1986–87      | Moncton Golden Flames  | AHL          | 3   | 3   | 0   | 0  | 180    | 6    | 0  | 2.00 | .927 |
| 1986–87      | Boston Bruins          | NHL          | 41  | 16  | 20  | 2  | 2234   | 124  | 3  | 3.33 | .891 |
| 1987–88      | Maine Mariners         | AHL          | 51  | 27  | 16  | 6  | 2856   | 165  | 1  | 3.47 | .887 |
| 1987–88      | Edmonton Oilers        | NHL          | 6   | 3   | 0   | 2  | 325    | 16   | 0  | 2.95 | .899 |
| 1988–89      | Edmonton Oilers        | NHL          | 29  | 15  | 8   | 2  | 1509   | 88   | 1  | 3.50 | .877 |
| 1989–90      | Edmonton Oilers        | NHL          | 56  | 24  | 16  | 9  | 3107   | 165  | 1  | 3.19 | .887 |
| 1990–91      | Edmonton Oilers        | NHL          | 60  | 27  | 27  | 3  | 3415   | 182  | 0  | 3.20 | .893 |
| 1991–92      | Edmonton Oilers        | NHL          | 67  | 27  | 26  | 10 | 3822   | 228  | 1  | 3.58 | .884 |
| 1992–93      | Edmonton Oilers        | NHL          | 67  | 17  | 38  | 6  | 3753   | 240  | 1  | 3.84 | .884 |
| 1993–94      | Edmonton Oilers        | NHL          | 71  | 22  | 34  | 11 | 4070   | 236  | 1  | 3.48 | .898 |
| 1994–95      | Edmonton Oilers        | NHL          | 40  | 15  | 20  | 3  | 2203   | 133  | 2  | 3.62 | .883 |
| 1995–96      | Edmonton Oilers        | NHL          | 37  | 13  | 18  | 5  | 2015   | 128  | 1  | 3.81 | .875 |
| 1995–96      | Boston Bruins          | NHL          | 40  | 21  | 12  | 4  | 2306   | 109  | 1  | 2.84 | .894 |
| 1996–97      | Boston Bruins          | NHL          | 37  | 12  | 16  | 8  | 2147   | 125  | 2  | 3.49 | .887 |
| 1996–97      | Washington Capitals    | NHL          | 18  | 8   | 7   | 2  | 1009   | 46   | 0  | 2.74 | .888 |
| 1997–98      | Washington Capitals    | NHL          | 22  | 7   | 12  | 2  | 1183   | 46   | 0  | 2.79 | .901 |
| 1998–99      | Tampa Bay Lightning    | NHL          | 32  | 3   | 18  | 3  | 1568   | 102  | 1  | 3.90 | .881 |
| 1998–99      | Detroit Red Wings      | NHL          | 4   | 3   | 0   | 1  | 244    | 8    | 0  | 1.97 | .918 |
| 1999–00      | Edmonton Oilers        | NHL          | 16  | 4   | 6   | 3  | 785    | 47   | 0  | 3.59 | .885 |
| Celkem v NHL | Celkem v NHL           | Celkem v NHL | 647 | 240 | 279 | 76 | 35,936 | 2042 | 15 | 3.41 | .888 |

### Play-off
| Sezona       | Tým                    | Liga         | Z  | V  | P  | MIN  | OG  | ČK | POG  | %ChS |
| ------------ | ---------------------- | ------------ | -- | -- | -- | ---- | --- | -- | ---- | ---- |
| 1983–84      | New Westminster Bruins | WHL          | 1  | 0  | 0  | 27   | 2   | 0  | 4.44 | —    |
| 1984–85      | New Westminster Bruins | WHL          | 7  | 2  | 3  | 309  | 26  | 0  | 5.05 | —    |
| 1985–86      | Boston Bruins          | NHL          | 2  | 0  | 2  | 120  | 7   | 0  | 3.50 | .841 |
| 1986–87      | Boston Bruins          | NHL          | 2  | 0  | 2  | 123  | 8   | 0  | 3.90 | .855 |
| 1989–90      | Edmonton Oilers        | NHL          | 22 | 16 | 6  | 1401 | 59  | 1  | 2.53 | .912 |
| 1990–91      | Edmonton Oilers        | NHL          | 3  | 1  | 2  | 135  | 8   | 0  | 3.56 | .897 |
| 1991–92      | Edmonton Oilers        | NHL          | 16 | 8  | 8  | 909  | 51  | 2  | 3.37 | .895 |
| 1995–96      | Boston Bruins          | NHL          | 4  | 1  | 3  | 239  | 16  | 0  | 4.02 | .857 |
| 1998–99      | Detroit Red Wings      | NHL          | 4  | 2  | 2  | 183  | 10  | 1  | 3.28 | .905 |
| Celkem v NHL | Celkem v NHL           | Celkem v NHL | 53 | 28 | 25 | 3110 | 159 | 4  | 3.07 | .897 |

### Reprezentace
| Rok                       | Tým                       | Soutěž                    | Z  | V  | P | R | MIN  | OG | ČK | POG  | %ChS |
| ------------------------- | ------------------------- | ------------------------- | -- | -- | - | - | ---- | -- | -- | ---- | ---- |
| 1991                      | Kanada                    | KP                        | 8  | 6  | 0 | 2 | 480  | 14 | 1  | 1.75 | .939 |
| 1993                      | Kanada                    | MS                        | 6  | 5  | 1 | 0 | 354  | 11 | 2  | 1.86 | .933 |
| 1994                      | Kanada                    | MS                        | 6  | 6  | 0 | 0 | 360  | 7  | 1  | 1.17 | .956 |
| Seniorská kariéra celkově | Seniorská kariéra celkově | Seniorská kariéra celkově | 20 | 17 | 1 | 2 | 1194 | 32 | 4  | 1.61 | —    |